# Lampides boeticus
La canela estriada (Lampides boeticus) es una pequeña mariposa que se localiza en Europa, África, Asia del Sur y Sudeste Asiático, y Australia. Pertenece a la familia Lycaenidae.
Su envergadura va desde los  24– 32  mm para machos y  24– 34  mm para las  hembras

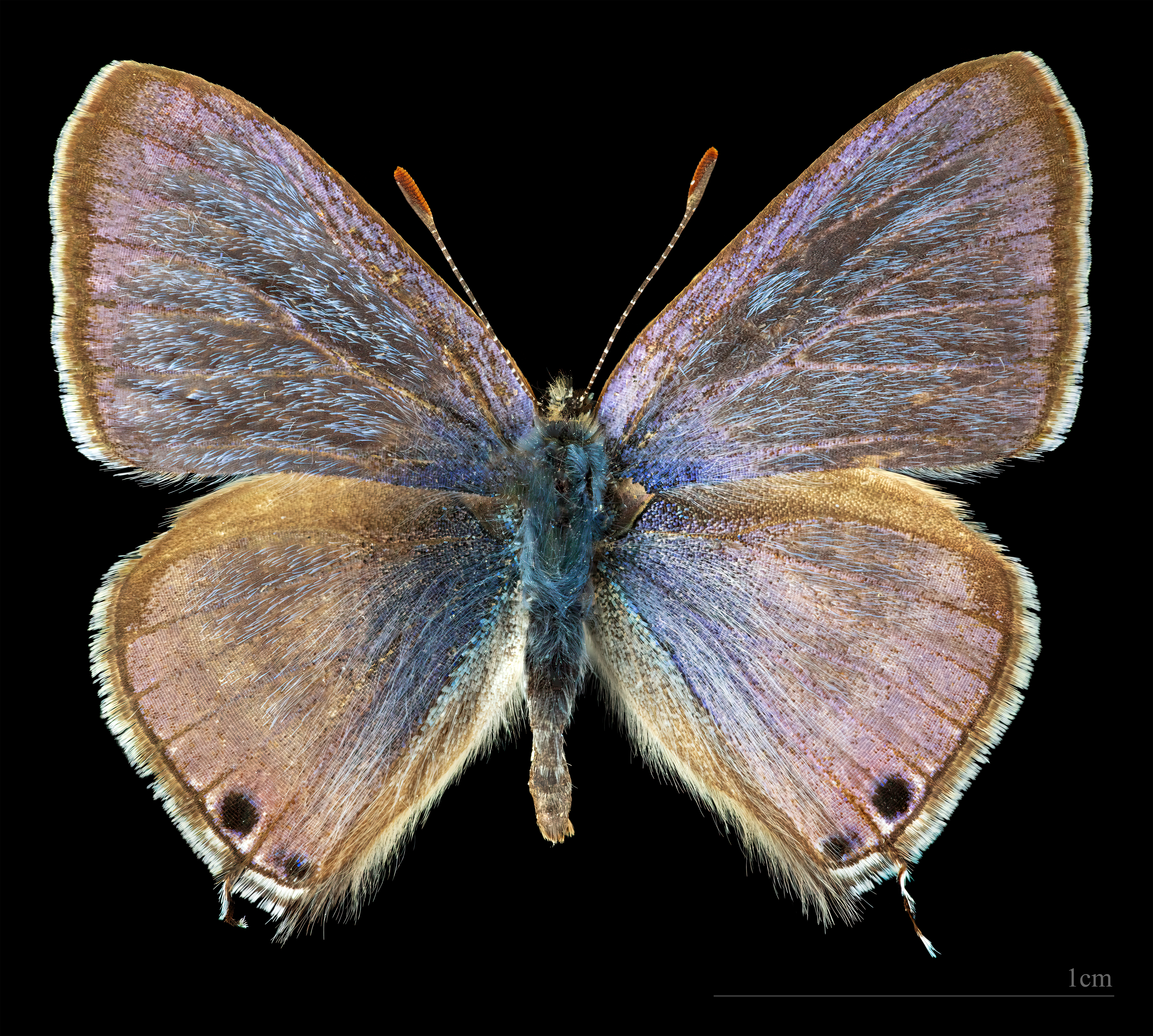
Lampides boeticus ♂
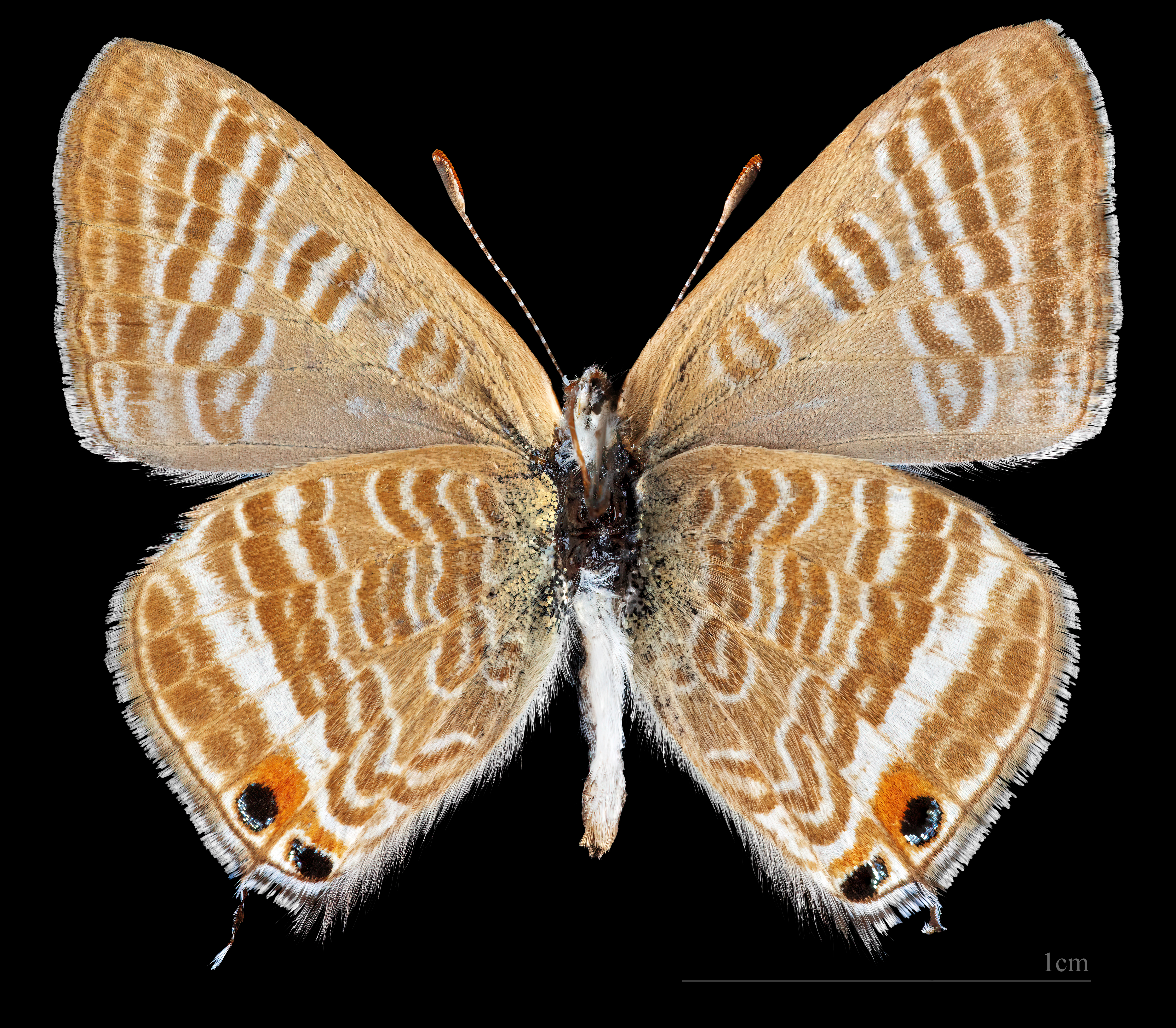
Lampides boeticus ♂  △

## Ecología
Las larvas se alimentan sobre flores, semillas y vainas de muchas especies de Fabaceae, incluyendo Medicago, Crotalaria, Polygala, Sutherlandia, Dolichos, Cytisus, Spartium y Lathyrus especie, también fue encontrada sobre  Crotolaria pallida
En Australia, las larvas son ocasionalmente atendidas por hormigas del género Froggattella, Iridomyrmex o Camponotus.